# Midnight Sun (romanzo)
Midnight Sun è un romanzo di Stephenie Meyer del 2020. Il romanzo riprende gli avvenimenti di Twilight, primo libro dell'omonima saga, raccontandoli dal punto di vista del vampiro Edward Cullen invece che da quello di Bella Swan, protagonista e narratrice della saga originale.

## Trama
La vita eterna del vampiro Edward Cullen scorre monotona nel liceo di Forks, ma quello che si prospetta essere un ennesimo giorno di scuola viene stravolto dall'arrivo di una nuova studentessa, Isabella "Bella" Swan. 
La giovane incuriosisce Edward durante l'ora di pranzo, quando il vampiro - dotato del potere di leggere la mente e ascoltare i pensieri altrui - si rende conto di non aver accesso a quello che accade nella mente di Bella. Quella che nasce come una semplice curiosità diventa rapidamente un'ossessione quando Bella si siede accanto ad Edward durante una lezione di biologia: l'aroma unico del sangue della ragazza scatena una reazione viscerale e una sete inestinguibile nel vampiro, che è così tentato di ucciderla per berne il suo sangue da fuggire per qualche tempo e rifugiarsi presso un altro clan di suoi simili a Monte Denali. 
Come il resto dei Cullen, Edward segue una dieta "vegetariana", nutrendosi solo del sangue degli animali senza mai fare del male agli esseri umani, ma la tentazione di placare la sua sete con Bella atterrisce il vampiro, che ha paura di cedere alle sue pulsioni più mostruose. Tornato a Forks, Edward comincia a parlare con Bella e la sua fascinazione per lei cresce finché un giorno, salvandola da un potenziale incidente mortale, non le rivela almeno in parte le sue capacità sovrumane. 
Quando i fratelli Jasper e Rosalie pianificano di uccidere Bella per nascondere il segreto della famiglia, Edward comincia a rendersi conto dei suoi sentimenti per la mortale ed Alice Cullen, dotata del potere di vedere il futuro, rivela che presto lei e Bella saranno grandi amiche e che il destino della ragazza è legato ad Edward: egli soccomberà al suo desiderio di sangue e la ucciderà oppure si innamorerà perdutamente di lei e finirà per trasformarla in un vampiro.
Edward rifiuta la visione della sorella, ma comincia a trascorrere le notti nella stanza di un'ignara Bella nel desiderio di proteggerla e realizza di essere profondamente innamorato della mortale quando la giovane sussurra il suo nome nel sonno. Pur desiderando tenere Bella lontano da lui per la sua sicurezza, Edward finisce per rivelarsi completamente alla ragazza dopo averla salvata da dei malintenzionati a Port Angeles. 
Edward le rivela di essere un vampiro e di poter leggere la mente delle persone, fatta eccezione per Bella, e conduce la ragazza in una radura nel bosco dove le mostra l'effetto della luce del sole sulla sua pelle, che Edward considera la prova più lampante della propria inumanità. Ma l'esperimento non ha il risultato sperato e invece di spaventare Bella e farla allontanare da lui, come Edward desidera suo malgrado, l'esperienza li avvicina e i due si scambiano il primo bacio. Quella notte Edward la trascorre ancora una volta nella camera della ragazza, questa volta consapevole e felice della sua presenza. 
Il giorno dopo Bella presenta Edward al padre Charlie come il suo ragazzo ed Edward la porta a conoscere la sua famiglia a casa Cullen. Nonostante l'assenza di Rosalie, che detesta Bella perché la vede sprecare le potenzialità umane che lei non ha più, l'incontro con la famiglia di Edward va meglio di quanto il vampiro sperasse e lui e Bella ne escono ancora più uniti. I Cullen invitato la ragazza ad una partita a baseball per la sera stessa, ma il gioco viene interrotto dall'arrivo di tre nuovi vampiri nomadi, Laurent, Victoria e James.
Edward realizza che James è un cacciatore instancabile con doti prodigiose e quando si accorge che il vampiro ha messo gli occhi su Bella capisce di doverla mettere in salvo. Mentre Alice e Jasper portano Bella al sicuro a Phoenix, Edward, il fratello Emmett e il padre adottivo Carlisle danno la caccia a James, ma il vampiro riesce a sfuggire loro nei pressi di Vancouver e raggiungere Bella in Arizona prima che loro se ne accorgano. 
I Cullen arrivano appena in tempo per salvare Bella e uccidere James, ma il vampiro ha già morso la ragazza, che comincia a trasformarsi in una di loro. Per impedire che ciò accada, Edward, deciso a non strappare a Bella la sua umanità, le succhia via il veleno dalla ferita, assaporando per la prima volta il sangue dell'amata e fermandosi appena in tempo per salvarla e non ucciderla. 
Tornato a Forks, Edward non riesce a perdonarsi del pericolo a cui ha esposto Bella, né di aver portato così tanto caos nella sua vita, e decide che presto dovrà trovare la forza di lasciarla per il suo bene. La coppia partecipa al ballo di fine anno del liceo e anche se il vampiro rifiuta ancora una volta di trasformarla, i due rimangono saldi nei loro sentimenti e nella loro relazione, che suggellano con un bacio.

## Storia editoriale
Dopo la pubblicazione di Breaking Dawn, l'ultimo capitolo della saga di Twilight, nel 2008 Stephenie Meyer aveva cominciato a scrivere il romanzo che sarebbe diventato Midnight Sun, partendo dall'idea di raccontare i fatti già noti da un punto di vista originale che rimane poco esplorato all'interno dei quattro romanzi originali, quello appunto di Edward Cullen. Alcuni capitoli del romanzo erano già pronti e la Meyer ne aveva consegnato delle copie a Robert Pattinson e alla regista Catherine Hardwicke, per far comprendere loro la psicologia di Edward in vista dell'adattamento cinematografico di Twilight. Tuttavia, il 28 agosto 2008 i 12 capitoli abbozzati dalla Meyer furono fatti trapelare su Internet, spingendo l'autrice alla decisione di interrompere la scrittura del romanzo. Nel novembre dello stesso anno aveva infatti dichiarato che ora che alcuni capitoli erano già di dominio pubblico non sentiva di avere la solitudine e libertà necessaria per scrivere un nuovo libro.
Soltanto nel 2015, dopo la pubblicazione di Life and Death: Twilight Reimagined, la scrittrice si è sentita a suo agio nel riprendere il manoscritto, anche se ha successivamente negato di voler portare alle stampe Midnight Sun dopo aver letto della pubblicazione di Grey, una rilettura di Cinquanta sfumature di grigio riscritta dal punto di vista del protagonista maschile Christian Grey. Nel maggio 2020 è stato annunciato che il libro sarebbe stato pubblicato in lingua originale il 4 agosto dello stesso anno. Nello stesso giorno il romanzo è stato pubblicato in diversi altri Paesi nelle traduzioni in portoghese, tedesco e olandese, mentre la prima edizione francese è uscita il giorno seguente; le settimane successive hanno visto la pubblicazioni di altre traduzioni, tra cui quelle in spagnolo e in italiano (24 settembre 2020). Il romanzo ha venduto un milione di copie nella sua prima settimana.